# Berlingen (Thurgovie)
Pour les articles homonymes, voir Berlingen.
Berlingen est une commune suisse du canton de Thurgovie, située dans le district de Frauenfeld.

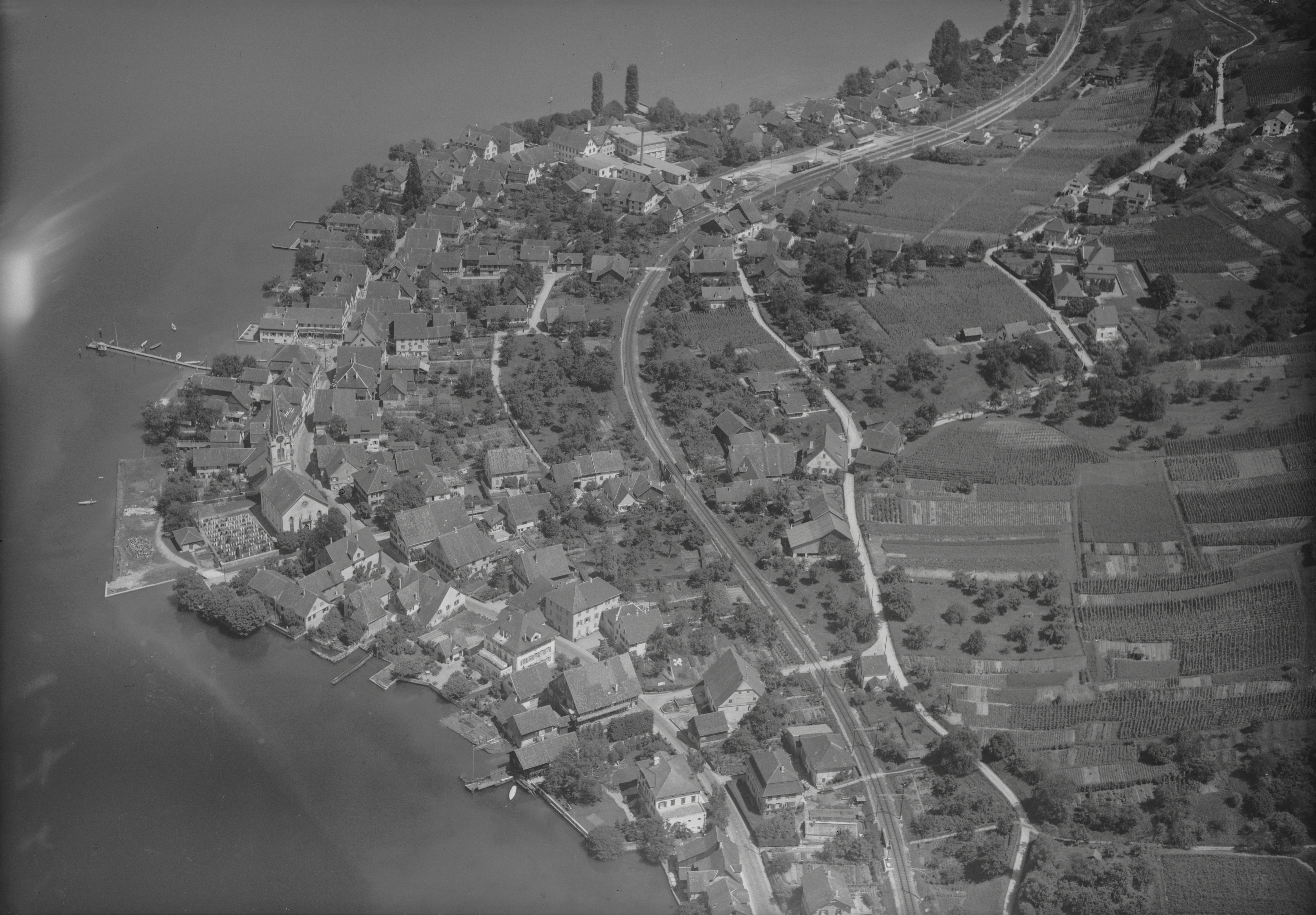
Photo aérienne (1948).

## Personnalités liées à la commune
- Adolf Dietrich (1877-1957), peintre suisse.
- Johann Konrad Kern, (1808-1888), homme d'État suisse.